# БТО (тип речных судов)
БТО (буксир-толкач озёрный) — серия речных буксирных теплоходов проекта 81200, построенных в СССР.

## Описание, история
Средние линейные буксиры-толкачи типа БТО (буксир-толкач озёрный) являются продолжением серии судов типа «Волгарь» (проект Р-45), а из-за первоначального названия головного судна серии — «Волгарь-40» — иногда ошибочно причисляются к этому типу.Автор проекта - ЦТКБ МРФ РСФСР, г. Ленинград (ныне АО "ИЦС"), главный конструктор проекта - С. Б. Шур (1984 г.), завод-строитель - ССРЗ им. Бутякова, г. Звенигово Марийской АССР.
Буксиры БТО были выпущены серией из 9 судов. Строительство серии продолжалось с 1985 по 1991 годы. Первое судно серии получило название «Волгарь» с очередным номером — 40 (в дальнейшем это название было заменено на собственное имя «Николай Ильин»), остальные суда получали серийные номера с 601 и собственные имена. Числа «600» в номерах указывали на мощность двигателя — 600 л. с.
Назначение судна - толкание сухогрузных и нефтеналивных составов и барж общей грузоподъёмностью до 8000 т. по внутренним водным путям на местных и транзитных линиях, а также на рейдах и в шлюзах; район плавания - реки и водохранилища разряда "О" с обеспечением работы в битом льду сплочённостью 8 баллов, толщиной до 30 см. (класс *"О"(лёд) по классификации Речного Регистра РСФСР (ныне Российский Речной Регистр)).
Конструктивно судно представляет собой цельнометаллический двухвинтовой теплоход с развитым баком и четырёхъярусной надстройкой. Особенность судов данного проекта - наличие поворотно-упорного устройства (ПУУ), то есть носовые упоры для толкания и автосцеп О-150Т-8 расположены на специальной пространственной конструкции, связанной с носовой оконечностью корпуса вертикальным шарниром и имеющей возможность поворота относительно продольной оси корпуса на 20 градусов в каждую сторону гидроцилиндрами внутренним диаметром 320 мм., ходом штока 2240мм. (по 2 на борт, друг над другом) с управлением из рулевой рубки.
Судно имеет следующие характеристики:
-длина габаритная - 31,4 м.;
-ширина габаритная - 10,2 м.;
-высота борта на миделе - 3,7 м.;
-осадка: с запасами на 12 суток (при водоизмещении 410,2 т.) - 2,37 м.;
с полными запасами и балластом 37т. (при водоизмещении 453,4 т.) - 2,53 м.;
-высота от ватерлинии габаритная при заваленной мачте - 13,2 м.;
-сила тяги в тихой глубокой воде: 62 кН (6,32 тс) при скорости 10 км/ч.;
31 кН (3,16 тс) при скорости 13 км/ч.;
-скорость без состава - 18,2 км/ч.;
-экипаж - 10 человек (в том числе 4 ед. командного состава);
-жилые каюты в надстройке: одноместные блоки с индивидуальными санузлами - 2;
одноместные каюты - 4;
двухместные каюты - 3;
-главные двигатели (2 шт) - 6NVD26A3, 272 кВт (370 л. с.) при 950 об/мин.;
-реверс-редукторы (2 шт.) - МС-400, передаточное число - 3,42 (вперёд)/ 2,75 (назад);
мощность на выходном фланце - 224,3 кВт (305 л. с.) при 208 об/мин.;
-гребные винты - 2 шт., в поворотных(по 35 градусов в каждую сторону как синхронно, так и 
независимо друг от друга) направляющих насадках;
диаметр - 1,8 м.; шаг - 1,05; 1,10; 1,15; 1,9 м. (варианты исполнения); число
лопастей - 5;
-машина рулевая (для поворота направляющих насадок) - 2РГ4,0, гидравлическая, вращающий момент на 
каждом баллере 40кН*м (4 тс*м.);
-дизель-генераторы - ДГА 50М1-9, 50 кВт (2 шт.);
-дизель-гидронасос (для работы ПУУ и буксирной лебёдки) - 2Г13-36А, 50 кВт.;
-буксирная лебёдка - 1ГЛБ6/12, гидравлическая, тяговое усилие 60 кН (6,12 тс.);
-буксирный гак - 3ТА на 100 кН (10,2 тс.) с возможностью отдачи из рулевой рубки;
-якоря: Холла, носовые - К300 (2шт.), кормовой - К1000;
-шпили носовые: левый - ЯШ2Р, правый - ЯШ2РД с возможностью дистанционной отдачи правого якоря из
рулевой рубки; (кормовой якорь спускается и поднимается буксирной лебёдкой);
-спасательные средства - шлюпка СШПВ-7, плоты спасательные ПСП-10 (2 шт.),
круги спасательные (2 шт.);
На судне имеются системы топливная, масляная и охлаждения главных и вспомогательных дизелей, электроснабжения переменным током 220 В. и постоянным 24 В., горячего и холодного водоснабжения, сточно-фановая со сбором в фекальную цистерну, водяного отопления, вентиляции общесудовая и машинного отделения, пожаротушения, балластно-осушительная, гидравлики.
Судно оснащено радиостанцией коротковолновой  "Ангара-РБ", ультракоротковолновой "Кама-Р", радиолокационной станцией "Печора-1Р", самопишущим эхолотом "НЭЛ-М4", магнитным компасом КМ 100-1, радиотрансляционной системой связи "Рябина", авральной, пожарной сигнализациями и внутренней телефонной связью с коммутатором КАТС-20.
Буксиры БТО поставлялись Волжскому и Московскому пароходствам. Работали они на Верхней Волге и на канале Москва-Волга. Возможно, что в 1990-х годах из-за отсутствия работы некоторые суда были законсервированы.
ПУУ на судах данного проекта в эксплуатации практически не пользовались, а на теплоходе стр. № 9 ("Павел Пянькин") с постройки вместо гидроцилиндров были установлены жёсткие балки коробчатого сечения.
В ходе эксплуатации выявился существенный недостаток проекта - малая удельная мощность для судна таких габаритов и массы с относительно большой парусностью. Для улучшения эксплуатационных параметров на части теплоходов (в частности, стр.№№ 2 "Игорь Асеев", 5 "Борис Сафонов", 7 "Инженер Смирнов" проведены работы по комплексной модернизации, заключавшиеся в замене главных дизелей постройки ГДР на отечественные более мощные 211Д (6ЧН21/21) Балаковского завода мощностью по 585 л.с. с соответствующей заменой реверс-редукторов и гребных винтов. Благодаря этому, а также ряду других мероприятий класс судов повышался с *"О"(лёд) до М-ПР (для БТО "Игорь Асеев", кроме того, была изменена носовая оконечность на обычной конструкции вместо ПУУ).

## Список буксиров типа БТО
| Судно               | Год постройки | Прежнее название      | Владелец                                      |
| ------------------- | ------------- | --------------------- | --------------------------------------------- |
| Николай Ильин       | 1985          | Волгарь-40            | нет данных; ранее — Волжское пароходство      |
| Герой Игорь Асеев   | 1986          | БТО-601, Игорь Асеев  | ООО «Судоходная компания МОРВЕННА»            |
| Капитан Оганесян    | 1987          | БТО-602               | Московское пароходство, Кимры                 |
| Ваня-коммунист      | 1987          |                       | Волжское пароходство, Звенигово               |
| Борис Сафонов       | 1988          |                       | Волжское пароходство, Звенигово               |
| Александр Самофалов | 1988          |                       | ООО «Судоходная компания МОРВЕННА»            |
| Инженер Смирнов     | 1989          | БТО-603               | Московское пароходство, Кимры                 |
| БТО-604             | 1990          | 70 лет Марийской АССР | Татфлот, Казань; ранее — Волжское пароходство |
| Павел Пянькин       | 1991          | БТО-606               | ООО «Судоходная компания МОРВЕННА»            |